# Дембова-Ленка
Дембова-Ленка (пол. Dębowa Łęka, нім. Geyersdorf) — село в Польщі, у гміні Всхова Всховського повіту Любуського воєводства.
Населення — 650 осіб (2011).
У 1975-1998 роках село належало до Лешненського воєводства.

## Демографія
Демографічна структура станом на 31 березня 2011 року:
|          | Загалом | Допрацездатний вік | Працездатний вік | Постпрацездатний вік |
| -------- | ------- | ------------------ | ---------------- | -------------------- |
| Чоловіки | 337     | 79                 | 232              | 26                   |
| Жінки    | 313     | 68                 | 184              | 61                   |
| Разом    | 650     | 147                | 416              | 87                   |